# Сартії-Баї-Бокаж
Сартії-Баї-Бокаж (фр. Sartilly-Baie-Bocage) — муніципалітет у Франції, у регіоні Нижня Нормандія, департамент Манш. Сартії-Баї-Бокаж утворено 1 січня 2016 року шляхом злиття муніципалітетів Анже, Шамсе, Монвірон, Ла-Рошель-Норманд i Сартії. Адміністративним центром муніципалітету є Сартії. Населення — 2835 осіб (01.01.2021).